# Éteint à l'état sauvage

Symbole « éteint à l'état sauvage » de la liste rouge de l'UICN.

Éteint à l'état sauvage (de l'anglais, extinct in the wild, abrégé EW) est un statut de conservation attribué aux espèces taxons gardés en captivité ou dans une population naturalisée en dehors de leurs aires de répartition historique.

## Exemples
Voici des exemples d'espèces et de sous-espèces éteintes à l'état sauvage :
animaux
- Cerf du père David (éteint à l'état sauvage depuis 2008)
- Corneille d'Hawaï
- Lion de l'Atlas
- Martin-chasseur cannelle (éteint à l'état sauvage depuis 1986)
- Oryx algazelle
- Tourterelle de Socorro (éteinte à l'état sauvage depuis 1972)
- Anaxyrus baxteri (Crapaud du Wyoming)
- Cyprinodon longidorsalis
- Leptogryllus deceptor
- Mitu mitu (Hocco mitou) (éteint à l'état sauvage depuis 1988)
- Nectophrynoides asperginis
- Skiffia francesae (skiffia doré)
- Stenodus leucichthys
- Thermosphaeroma thermophilum (Isopode de Socorro) (éteint à l'état sauvage depuis 1988)

plantes
- Encephalartos brevifoliolatus (éteint à l'état sauvage depuis 2006)
- Franklinia alatamaha

## Réintroduction
- Râle de Guam (éteint à l'état sauvage depuis les années 1980) (relâché dans la nature)
- Ara de Spix (éteint à l'état sauvage depuis les années 2000) (programme de réintroduction au Brésil en cours depuis le 11 juin 2022 avec 8 spécimens relâchés)